# Medaille zum 30. Jahrestag der Gründung der Streitkräfte der Sozialistischen Republik Rumänien
Die Medaille zum 30. Jahrestag der Gründung der Streitkräfte der Sozialistischen Republik Rumänien (rumänisch A XXX-a aniversare a Zilei Armatei Republicii Socialiste România) war eine staatliche Auszeichnung der Sozialistischen Republik Rumänien. Die Stiftung erfolgte am 23. September 1974 per Dekret 183 des Staatsrates (Consiliul de stat). Die Veröffentlichung der Statuten wurde am 26. September 1974 im rumänischen Staatsanzeiger (Buletinul oficial) Nr. 119 bekannt gemacht. Die Medaille, welche in einer Klasse gestiftet worden war, wurde an Militär- und Zivilpersonen verliehen, die bei der Stärkung des Heeres mitgewirkt hatten. Ferner erhielten die Medaille auch Personen und Veteranen des antifaschistischen Krieges Rumänien gegen Hitlerdeutschland im Zweiten Weltkrieg.

## Aussehen und Trageweise
Das Avers der vergoldeten Medaille zeigt einen Schild in den Landesfarben Rumäniens (blau, gelb, rot) mit Strahlen. Im Mittelbalken des Wappens ist ein nach oben gerichtetes Schwert aufgelegt. Im Vordergrund sind drei Soldatenköpfe im Profil abgebildet, die die drei Teilstreitkräfte der rumänischen Streitkräfte (von links: Luftwaffe, Heer, Marine) darstellen. Unterhalb dieser Personen befindet sich ein halbkreisförmiger Lorbeerzweig. Das Revers der Medaille zeigt die vierzeilige Inschrift: XXX / 1944 – 1974 / 25 OCTOMBRIE / ZIUA ARMATEI.
Getragen wurde die Medaille an der linken Brustseite des Beliehenen an einem 35 mm breiten weißen Band mit weinrotem Saum. Der Mittelstreifen ist in den Landesfarben blau, gelb und rot eingewebt.